# Lanište (Bela Palanka)
Lanište (Servisch cyrillisch Ланиште) is een plaats in de Servische gemeente Bela Palanka. De plaats telt 68 inwoners (2002).